# 武成王 (燕)
武成王（ぶせいおう、生年不詳 - 紀元前258年）は、戦国時代の燕の君主。紀元前272年、恵王が死去すると、後を嗣いで燕王として即位した。紀元前265年、斉の田単の進攻を受け、中陽を占領された。紀元前258年、死去した。